# Leucèmia limfoide aguda
La leucèmia limfoide aguda, leucèmia limfàtica aguda o leucèmia limfoblàstica aguda (LLA) comprèn un grup de neoplàsies malignes hematològiques que afecten els limfoblasts de la medul·la òssia. La majoria són tumors de cèl·lules progenitores pre-B tot i que ocasionalment es manifesten LLAs de cèl·lules pre-T. La LLA es desenvolupa amb gran freqüència en la primera dècada de vida, sobretot entre els 2 i els 5 anys, augmentant de nou el risc d'aparició durant l'edat madura. Ara per ara, en la major part dels casos la seva etiologia concreta és desconeguda, si bé se sap que entre els factors de risc genètic figuren la síndrome de Down, la síndrome de Li-Fraumeni i la neurofibromatosi tipus I.
A la dècada del 1980 un grup internacional d'experts va classificar les LLAs en tres subtipus (L1, L2 i L3), basant-se en la morfologia microscòpica de les cèl·lules d'aquesta leucèmia tenyides rutinàriament (classificació French-American-British o FAB). Els avenços en citometria de flux, citogenètica i altres proves de laboratori han fet possible tipificar les diferents LLAs amb major precisió des del punt de vista pronòstic. El sistema de l'Organització Mundial de la Salut, actualitzat l'any 2016, és l'emprat predominantment avui dia. Categoritza la malaltia segons el tipus de progenitor limfocitari afectat i el seu grau de maduració en el moment del diagnòstic. En tots els tipus poden detectar-se translocacions cromosòmiques i defectes en determinats gens que indiquen el millor tractament per cada variant. Per exemple, la presència del denominat cromosoma Filadèlfia (una translocació entre els cromosomes 9 i 22) implica una especial mala prognosi del cas i fa necessària la instauració d'una teràpia diferent a la de la resta de LLAs. En casos de LLA pre-B cromosoma Filadèlfia negatius que recidiven o són refractaris al tractament quimioteràpic, l'ús de blinatumomab (un anticòs monoclonal) pot obtenir bons resultats.

## Tipus i subclasses

### Classificació de l'OMS
- Leucèmia limfoide aguda de precursors B:[13]

Inclou diversos subtipus identificables amb estudis immunofenotípics, anomenats pro-B, pre-B comú i pre-B.
- Leucèmia limfoide aguda de precursors T:[15]

Té diferents variants també identificables mitjançant estudis immunofenotípics, denominades pro-T, pre-T, tímica cortical i tímica medul·lar.
- Leucèmia limfoide aguda de precursors B madurs:

Més coneguda pel nom de LLA semblant al limfoma de Burkitt (en anglès ALL Burkitt-like). Sol mostrar una alta activitat de l'enzim mieloperoxidasa.

### Classificació FAB
- Blasts de la subclasse L1:
  - Acostumen a ser de petita mida.
  - Nuclis regulars i ocasionalment invaginats.
  - Cromatina nuclear homogènia.
  - Nuclèols petits i difusos.
  - Escàs citoplasma.
- Blasts de la subclasse L2:
  - Grans i de mida heterogènia.
  - Nuclèols irregulars i amb freqüents invaginacions.
  - Cromatina nuclear heterogènia.
  - Un o més nuclèols de grans dimensions.
  - Citoplasma moderadament gran.
- Blasts de la subclasse L3:
  - Grans i de mida homogènica.
  - Nuclèols regulars
  - Cromatina nuclear homogènia.
  - Un o diversos nuclèols de gran mida.
  - Citoplasma moderadament gran.

## Simptomatologia
Els primers símptomes de la LLA són variables i poc específics.
- Astènia intensa.
- Febre sense causa aparent i sudoració nocturna.
- Petèquies, equimosis i proclivitat a sofrir hemorràgies espontànies.
- Dificultat per respirar.
- Pèrdua de pes i/o de la gana.
- Esplenomegàlia.
- Dolor articular i ossi.
- Adenopaties indolores al coll, les aixelles o les engonals.
- Infeccions de repetició.
- Hemograma anòmal. Anèmia i trombocitopènia.